# (941) Murray
(941) Murray es un asteroide perteneciente al cinturón de asteroides descubierto el 10 de octubre de 1920 por Johann Palisa desde el observatorio de Viena, Austria.
Está nombrado en honor de la familia del humanista británico Gilbert Murray (1866-1957).